# Moroka
Moroka – wieś w Botswanie w dystrykcie North East. Według spisu ludności z 2011 roku wieś liczyła 1692 mieszkańców.